# ماروودول
ماروودول (به بلغاری: Marvodol) یک منطقهٔ مسکونی در بلغارستان است که در شهرستان نوستینو واقع شده‌است.